# Kantongerecht Breda
Het kantongerecht Breda was van 1838 tot 2002 een van de kantongerechten in Nederland. Breda was het eerste kanton van het gelijknamige arrondissement Breda. In 1877 kreeg het kantongerecht ruimte in de toen gebouwde rechtbank aan de Kloosterlaan 172. Tussen 1986 en 2018 was het kantongerecht Breda gevestigd aan de Sluissingel. Sinds begin juni 2018 is de rechtbank verhuisd naar een nieuw complex aan de Stationslaan 10 te Breda. 